# Université de Warwick
L'université de Warwick (en anglais : The University of Warwick) est une prestigieuse université anglaise située à Coventry dans les Midlands de l'Ouest, à environ 150 kilomètres de Londres. Elle est fondée en 1965. Warwick est membre du Russell Group. 
Warwick Business School (WBS) fut créé en 1967, Warwick Law School (WLS) fut créé en 1968, Warwick Manufacturing Group (WMG) en 1980 et Warwick Medical School (WMS) en 2000. La société la plus ancienne de l’université est Ding Ding.

## Histoire

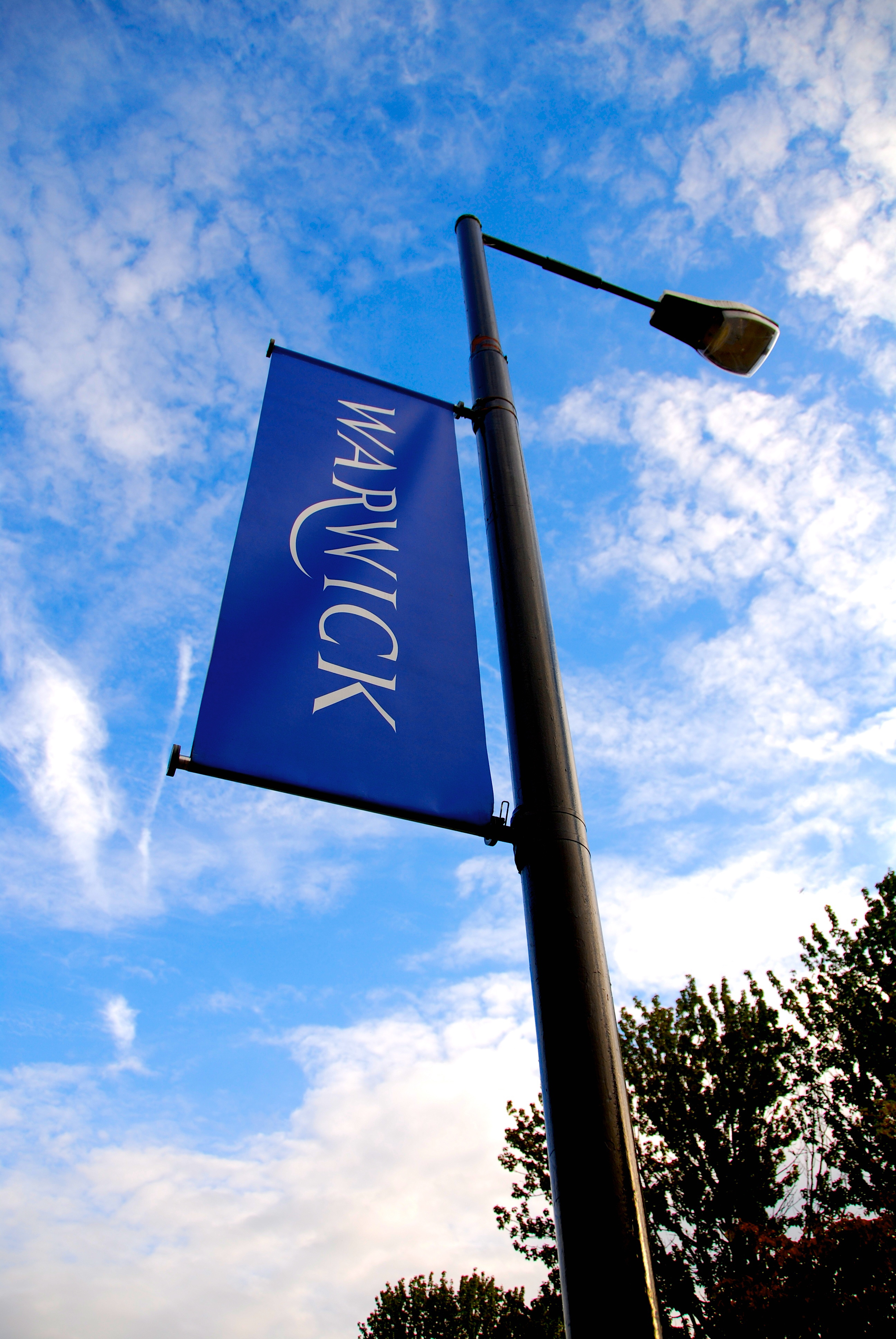
Bannière de Warwick sur University Road.

Warwick a été créée par une Royal Charter of Incorporation de 1965. Dans les années 1960 et 1970, Warwick avait une réputation politique radicale. L'université avait acquis le surnom de Red Warwick (« Warwick la rouge ») en raison de ses vues très engagées à gauche de l'échiquier politique.
Cependant, selon l'organe chargé de l'éducation supérieure au Royaume-Uni, Warwick est avec Oxford, Cambridge et UCL, l'une des universités britanniques attirant le plus d'étudiants issus des familles les plus aisées.
Elle est l'une des premières universités en Angleterre à avoir commercialisé sa recherche et dispose de liens très solides avec les entreprises. Cette approche entreprenante et commerciale de la recherche universitaire lui a valu dès 1970 le surnom de « Warwick University PLC » ou « Warwick University Limited ».
L'université est passée de 460 étudiants en octobre 1965 à près de 17 000 en 2009. Son budget dépasse le demi-milliard d'euros. Plus de 180 pays sont représentés sur le campus. L'université compte aujourd'hui 29 départements académiques, la dernière création étant la Warwick Medical School laquelle a ouvert ses portes en 2000.
L'objectif du vice-chancelier Nigel Thrift est de transformer Warwick en véritable Heathrow (hub mondial capital) de la recherche internationale au moment où l'université célébrera son cinquantième anniversaire, ainsi qu'il l'a formalisé en 2007 dans sa stratégie Vision 2015. Un accord stratégique est signé en février 2012 entre l’établissement et l'université Monash en Australie, incluant des doubles diplômes et des programmes de recherche.
Warwick a bénéficié au cours de son histoire de nombreuses donations d'anciens élèves, de professeurs et d'amis de l'université ; ce soutien financier a significativement contribué au développement de Warwick. Ainsi le professeur Lord Bhattacharyya a réalisé une donation de 1 000 000 de livres sterling, l'une des plus importantes effectuées par un universitaire au Royaume-Uni. Helen Martin a aidé à financer la construction d'un agrandissement du Warwick Arts Centre, de nouvelles résidences étudiantes et d'équipements sportifs, grâce à sa donation de 28 000 000 de livres sterling (soit environ 33 millions d'euros).

## Campus

### Infrastructures
Le campus principal de Warwick s'étend sur plus de 290 hectares dans la vallée de Canley Brook, à une centaine de kilomètres de Londres. 
Warwick University dispose du plus grand arts centre du Royaume-Uni en dehors de Londres, le Warwick Arts Center, qui accueille plus de 300 000 visiteurs par an. Il s'agit d'un complexe géant incluant une salle de concert, deux théâtres, un cinéma, une galerie, ainsi que des bars, un restaurant, des magasins, une librairie et une salle de conférences. C'est là que le Président américain Bill Clinton a tenu en 2000 son grand discours de fin de mandat, en compagnie de sa femme Hillary Clinton et du Premier Ministre britannique Tony Blair,.
Les étudiants peuvent non seulement utiliser une bibliothèque de 5 étages ouverte jusqu’à minuit - 24h/24 en période d'examens - et comprenant trois cafétérias  mais encore bénéficier des services des différentes « learning grid », dont l'une ouverte 24 h sur 24 tous les jours de l'année sauf Noël. Des espaces pour le travail en groupe avec tableaux mobiles et écrans de présentations sont prévus. La University House learning grid est un espace de 1350 mètres carrés permettant aux étudiants d'étudier, de préparer leurs travaux et exposés académiques, associatifs ou personnels en disposant de salles de présentation powerpoint, de salles de réunions et surtout de facilités multimedia avancées. Warwick a été évaluée université la plus moderne d'Angleterre en matière numérique (digitally-savvy) au terme d'une étude conduite par Virgin.
Sur le campus de Warwick, on trouve également des supermarchés, des pubs, des banques, un service d'employabilité, etc. Ce dernier propose notamment des cliniques de CV, simulations d'entretiens et d'assessment centres, offres de stages/emploi et invitations aux présentations des meilleurs employeurs ou du réseau, une centaine de workshops ciblés sur les besoins des étudiants. Ces workshops sont des séances d'amélioration des compétences professionnelles (networking, simulations d'entretiens, leadership…), personnelles (ex: time management, intelligence émotionnelle, communication…) ou académiques (ex: exam revision skills, academic writing skills…) L'université a créé sa propre agence d'intérim, « Unitemps », qui offre des stages et des jobs étudiants sur le campus et hors campus. Les étudiants bénéficient aussi d'équipements sportifs ayant accueilli les athlètes de football pour la préparation de leurs matchs, au cours jeux olympiques d'été de 2012 de Londres.

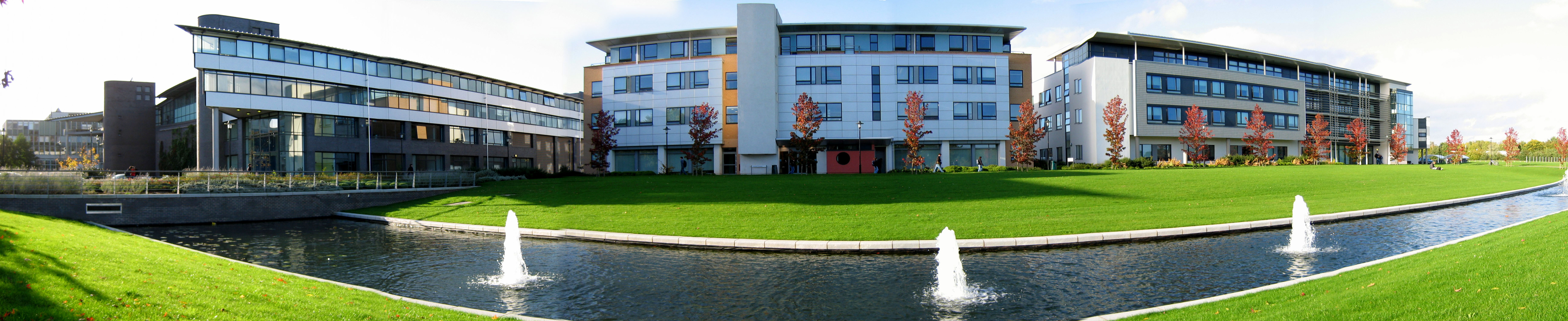
Vue panoramique de quelques bâtiments du campus anglais de Warwick.

La plupart des étudiants de première année sont logés sur le campus ou autour du campus dans le parc immobilier géré par l'université. Après, les étudiants cherchent et partagent leur logement dans les villes de Coventry, Kenilworth et Leamington Spa. 
Le maire de New York a annoncé le 23 avril 2012 la participation de Warwick à la création du 'Center for Urban Science and Progress' (CUSP) à Brooklyn. Le consortium regroupe des organisations telles que l'université de Toronto ou la New York University (NYU) et des multinationales telles que Cisco ou IBM. L'objet de ce projet est de développer un gigantesque campus technologique sur la côte est des États-Unis, rivalisant avec la Silicon Valley (Californie).
Warwick possède également un campus dans le centre de Londres à London Bridge, au 17e étage de the Shard, la tour la plus haute d'Europe. Ce campus londonien à proximité de la City, comprend amphithéâtres, salles de séminaires et informatiques. Avec son campus de New York, Warwick est la seule université anglaise ayant un campus aux États-Unis[réf. nécessaire].

### Vie étudiante
L'université de Warwick compte plus de 260 societies, soit le nombre le plus important d'associations étudiantes du Royaume-Uni. Ces associations sont très actives car elles organisent de nombreux événements auxquels participent beaucoup d'étudiants. Elles sont d'une très grande variété. Ainsi trouve-t-on par exemple la Warwick Debating Society pour apprendre comment débattre, la Warwick Pride pour l'association gay ou encore les Warwick Finance Societies (fédération d'associations dédiées à la finance). En termes de membres, la plus significative est la Warwick Strategy & Consulting Society, laquelle organise des ateliers (workshops) en partenariat avec des firmes telles qu'Accenture, IBM ou Mc Kinsey.
Les societies sont en effet la plupart du temps sponsorisées par les recruteurs les plus compétitifs. La Warwick Law Society l'est par exemple par les grands cabinets d’avocats du Magic Circle à savoir Allen & Overy, Clifford Chance, Linklaters, Baker & McKenzie mais aussi par la Deutsche Bank. Le bureau des étudiants (Student Union) est sponsorisé par le grand cabinet de conseil Deloitte.
La vie sportive est également très intense, avec 76 clubs sportifs, lesquels ont pour sponsors - comme les associations étudiantes - de grands groupes. Le club de natation est par exemple parrainé par la banque d'investissement américaine JP Morgan.

## Formation et recherche

### Scolarité
Warwick ne retient aujourd'hui plus qu'une candidature sur dix. Selon le Times Higher Education, Warwick est l'une des universités britanniques intégrant le plus d'étudiants ayant obtenu les résultats les plus élevés à l'équivalent du baccalauréat, le A Level, la plupart ayant reçu une note supérieure ou égale à A*AA.
9 250 livres sterling (10 770 euros) est le montant minimal des frais de scolarité depuis 2017 pour les undergraduates (1er cycle universitaire) originaires du Royaume-Uni ou de l'Union Européenne.
En postgraduate (3e cycle), MBA excepté, pour les étudiants de nationalité d'un pays non membre de l'UE, il est prévu par l'administration de Warwick que ces frais atteignent 18 560 livres (21 300 euros).
En MBA, les frais de scolarité sont de 31 500 livres (37 000 euros).

### Recherche
Warwick appartient au réseau européen de bibliothèques Nereus qui regroupe  14 établissements parmi les plus en pointe en matière de recherche en économie. Nereus inclut parmi ses membres, la London School of Economics, Oxford, University College London, University College Dublin, Paris-Dauphine et l'université libre de Bruxelles. 
En 2013, des chercheurs de la Warwick Business School ont remporté le prix décerné par le European Case Clearing House (ECCH).

### Relations internationales
Les étudiants de Warwick ont la possibilité d'effectuer un semestre d'échange ou un double-diplôme dans l'un des cinq continents notamment à HEC Paris, université Columbia, Fudan Business School, HKUST, université Queen's, université McGill, université de Hong Kong, université de Pennsylvanie, université de Pékin, Wharton Business School, Bocconi  et Sciences Po Paris,.

### Classement académique

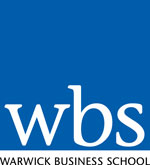
Warwick Business School Logo.

Warwick est souvent classé comme une des meilleures universités au Royaume-Uni. En 2014, elle est déclarée université de l'année par les journaux The Times et The Sunday Times. Selon le ranking du Times Higher Education, 97,7 % des diplômés travaillent ou poursuivent des cours de troisième cycle universitaire dans les trois ans six mois suivant l'obtention de leur diplôme, classant Warwick comme 2e université du Royaume, ex æquo avec l'université de St Andrews et derrière l'université de Durham.  
Warwick est actuellement classée 9e meilleure université du Royaume par le Complete University Guide,  par le Guardian et aussi par le Times Higher Education. À l'échelle mondiale, elle est classée 62e meilleure université par le classement mondial des universités QS.
Sa recherche est particulièrement réputée en mathématiques, atteignant le 10e rang mondial dans le classement des universités de Shanghai (5e en Europe), en management (20e place mondiale, 3e université européenne) et en sciences politiques et relations internationales ou elle est classée 33e meilleure université au monde dans ce domaine et 9e en Europe.

## Personnalités liées à l'université

### Enseignants
- Lord Stern, ancien économiste en chef à la Banque mondiale
- Mike Cowlishaw, créateur du langage de programmation REXX
- Lord Bhattacharyya, fondateur et directeur du Warwick Manufacturing Group[41] (commercialisation de la recherche de Warwick)
- Wyn Grant, ancienne présidente de la British Political Studies Association (PSA)
- Martin Hairer, probabiliste, expert en équations aux dérivées partielles stochastiques et lauréat des prix suivants : la Médaille Fields, le Philip Leverhulme Prize, le Royal Society Wolfson Award et le LMS Whitehead Prize
- Gareth Roberts (en), statisticien connu pour ses travaux sur la Markov chain Monte Carlo methodology, lauréat de la Royal Statistical Society Guy Medal et du prix Rollo Davidson, chercheur ISI fréquemment cité
- Margaret Archer, ancienne présidente de l'International Sociological Association
- Sarah Moss, enseignante en écriture créative dans le département de littérature anglaise et comparée

### Étudiants
Le réseau des diplômés de Warwick est constitué de 150 000 membres à l'international.
Parmi les anciens élèves et diplômés de Warwick, on trouve entre autres des politiciens, des leaders du monde des affaires, des journalistes, des réalisateurs et des chanteurs.
- Omoyemi Akerele, entrepreneuse et directrice artistique nigériane[44]
- Valerie Amos, ancienne leader de la Chambre des lords et life peer
- Caroline Bergvall, poète, artiste audio-visuelle, éditrice et professeure d'université franco-norvégienne
- Jennie Bond, présentatrice TV, BBC royal correspondent
- Bience Gawanas, avocate namibienne
- Yakubu Gowon, ancien président du Nigéria
- Pumla Dineo Gqola, universitaire et féministe sud-africaine.
- Bernardo Hees, président directeur général de Burger King
- Jamie Hendry, directeur de théâtre britannique et producteur du West End.
- Kim Howells, ministre travailliste britannique à plusieurs reprises de 1989 à 2010
- Linda Jackson, directrice générale de PSA Peugeot Citroën[45]
- Mahmoud Mohieldin, Managing Director de la Banque mondiale et ministre égyptien de l’Investissement
- Emelda Okiro, chercheuse kényane en santé publique, ancienne élève.
- Ada Osakwe, femme d'affaires et entrepreneuse nigériane
- Sadie Plant (1964-), auteure et philosophe britannique
- George Saitoti, vice-président du Kenya
- Ben Stoneham, pair britannique, journaliste et homme politique
- Valentine Strasser, ancien chef d’État de la Sierra Leone
- Ratan Tata, président du conglomérat multinational indien Tata Group (CA : 55 milliards de dollars)
- Tony Wheeler, cofondateur des guides de voyage Lonely Planet
- Sting, chanteur du groupe The Police et artiste solo
- Chan Yuen-han, femme politique hongkongaise